# Нова Весь (гміна Розпша)
Нова Весь (пол. Nowa Wieś) — село в Польщі, у гміні Розпша Пйотрковського повіту Лодзинського воєводства.
Населення — 246 осіб (2011).
У 1975-1998 роках село належало до Пйотрковського воєводства.

## Демографія
Демографічна структура станом на 31 березня 2011 року:
|          | Загалом | Допрацездатний вік | Працездатний вік | Постпрацездатний вік |
| -------- | ------- | ------------------ | ---------------- | -------------------- |
| Чоловіки | 118     | 25                 | 85               | 8                    |
| Жінки    | 128     | 23                 | 78               | 27                   |
| Разом    | 246     | 48                 | 163              | 35                   |